# Trouble (песма певачице Пинк)
Trouble је први сингл са албума Try This америчке певачице Пинк. Песма је Пинк 2004. донела Греми награду за „Најбољи женски рок наступ“, пласирајући се различито на топ-листама. У Канади је доспела до друге позиције, али је у САД потпуно подбацила заузимајући тек 68. место. Песму су написали Пинк и Тим Армстронг.

### Музички спот
Музички видео за песму је у потпунасти урађен у вестерн стилу. У њему, Пинк долази коњем у мали градић Sharktown, улази у салон и након што конобар одбије да је послужи пићем, она започиње тучу. Завршава у затвору, где успева да превари шерифа и изађе одатле. Затим улази у други бар и поново започиње тучу, након чега заједно са неколико девојака, међу којима се налазе и девојке из групе Pussycat Dolls, почиње да плеше. Победивши шерифа у двобоју она напушта град.

### Топ листе
| Земља                | Врх |
| -------------------- | --- |
| Аустралија           | 8   |
| Аустрија             | 5   |
| Уједињено Краљевство | 7   |
| Канада               | 2   |
| Немачка              | 7   |
| Норвешка             | 5   |
| САД                  | 68  |
| Холандија            | 10  |
| Швајцарска           | 5   |
| Шведска              | 5   |